# Noyo intersessa
Noyo intersessa är en snäckart som först beskrevs av Roth 1987.  Noyo intersessa ingår i släktet Noyo och familjen Helminthoglyptidae. Inga underarter finns listade i Catalogue of Life.